# Edward Ullendorff
Edward Ullendorff (1920-2011) fue un lingüista, semitólogo e historiador británico especializado en el estudio de Etiopía y Eritrea.

## Biografía
Nació el 25 de enero de 1920, en el seno de una familia alemana. Emigró en 1938 de Alemania a raíz del régimen nazi y pasó por Israel, Eritrea y Etiopía. Ullendorf, especialmente dotado para los idiomas y experto en lenguas semíticas, fue profesor en diversas universidades británicas: Oxford, Saint Andrews, Manchester y, finalmente, en la Escuela de Estudios Orientales y Africanos de la Universidad de Londres.
Fundador y editor en la década de 1940 de la revista Eritrean Weekly News, fue miembro tanto de la British Academy como de la Royal Asiatic Society. Participó en Journal of Semitic Studies y Bulletin of the School of Oriental and African Studies.
Fue autor de títulos como The Semitic Languages of Ethiopia—A Comparative Phonology (1955), The Ethiopians: an introduction to country and people (1960), Ethiopia and the Bible (1968),  A Tigrinya (T∂gr∂ňňa) chrestomathy (1985) o The Two Zions: Reminiscences of Jerusalem and Ethiopia (1988), además de editor junto a C. F. Beckingham The Hebrew Letters of Prester John (Oxford University Press, 1982), del Preste Juan, y, junto a Michael A. Knibb, de una edición del Libro de Enoc etiópico (1978), entre otros textos.
Falleció en Oxford el 6 de marzo de 2011.